# Цан (муниципалитет)
Цан (исп. Dzán) — муниципалитет в Мексике, штат Юкатан, с административным центром в одноимённом посёлке. Численность населения, по данным переписи 2010 года, составила 4941 человек.

## Общие сведения
Название Dzán с майяйского можно перевести как: укрытие, убежище.
Площадь муниципалитета равна 80 км², что составляет 0,2 % от общей площади штата, а наивысшая точка — 19 метров над уровнем моря.
Он граничит с другими муниципалитетами Юкатана: на севере с Чапабом и Мамой, на западе с Мани, на юге с Ошкуцкабом, и на западе с Тикулем.

## Учреждение и состав
Муниципалитет был образован в 1932 году, но его границы менялись до 1993 года, в его состав входит 2 населённых пункта:
| Код INEGI | Населённый пункт                                                         | Численность населения (2005 год) | Численность населения (2010 год) |
| --------- | ------------------------------------------------------------------------ | -------------------------------- | -------------------------------- |
| 025       | Всего                                                                    | 4587                             | 4941                             |
| 0001      | Цан (исп. Dzán) 20°23′13″ с. ш. 89°28′03″ з. д. (административный центр) | 4587                             | 4939                             |
| 0015      | Санта-Клара (исп. Santa Clara) 20°23′12″ с. ш. 89°26′42″ з. д.           | —                                | 2                                |

## Экономика
По статистическим данным 2000 года, работоспособное население занято по секторам экономики в следующих пропорциях:
- сельское хозяйство и скотоводство — 67,2 %;
- торговля, сферы услуг и туризма — 19,4 %;
- производство и строительство — 12,8 %;
- безработные — 0,6 %.

## Инфраструктура
По статистическим данным 2010 года, инфраструктура развита следующим образом:
- электрификация: 97,9 %;
- водоснабжение: 99 %;
- водоотведение: 72,1 %.

## Достопримечательности
В муниципалитете можно посетить следующие объекты:
- часовню Санта-Круз;
- церковь Апостола Сантьяго, построенную в XVII веке;
- часовню Святого Антония;
- археологический памятник цивилизации майя Цан.